# Molophilus (Molophilus) gemellus
Molophilus (Molophilus) gemellus is een tweevleugelige uit de familie steltmuggen (Limoniidae). De soort komt voor in het Australaziatisch gebied.